# ハガシ
ハガシは囲碁のルールにおける反則の一つ。一旦「自分が打った手を取り消して別の場所に打ち直す」行為をさす。公式ルールでは反則負け。

現在の「日本棋院囲碁規約」にはハガシおよび待ったに関する明確な取り決めはなされていないが、「日本棋院囲碁規約」「付属囲碁作法に関する特別規定」（1949年10月2日制定）の第四条第六項には次のようにある。
対局は、一旦着手した自己の石を、再び他の点へ置き換えること（俗に「待った」という）をしてはならない。
この項では「待った」と「ハガシ」が同一視されているが、「待った」が「相手の着手と自分の着手のやり直し」であるのに対して「ハガシ」は「自分の着手のやり直し」として区別されている。
どこまでがセーフでどこからが「ハガシ」になるのかということについては、「石を碁盤に置いた後、指が石から離れていなければセーフ。離れた後ならば『ハガシ』」とされているが、反則ではないとしても重大なマナー違反であることは間違いない。
将棋では一度着手した手を変える行為を待ったと呼ぶが、将棋の着手は駒から指が離れた瞬間であり、以降はその手を直すことはできないが、指が離れない限りは手を直す（別の位置に置き直す）ことができる。チェスでは一度触った駒は必ず動かす「タッチアンドムーブ」の原則があり、将棋と同様に別の位置に置き直しても反則ではないが、マナー違反とされる。